# Reindeer River (Yukon River)
Der Reindeer River (englisch für „Rentier-Fluss“) ist ein 96 Kilometer langer linker Nebenfluss des Yukon River im Yukon Delta National Wildlife Refuge im Westen des US-Bundesstaates Alaska. Er ist nicht zu verwechseln mit einem gleichnamigen Fluss, der 150 km weiter östlich in den Paimiut Slough, ein Mündungsarm des Innoko River, mündet.

## Verlauf
Das Quellgebiet des Reindeer River liegt wenige Kilometer südlich des Yukon River zwischen Russian Mission und Marshall. Er fließt nordwestwärts und mündet in einen Seitenarm des Yukon River. Früher gab es diesen Seitenarm noch nicht und der Reindeer River floss 23 km weiter zur Yukon-Flussschleife „Dogtooth Bend“, östlich von Pilot Station, im Yukon-Kuskokwim-Delta gelegen.

## Name
Die Bezeichnung der Ureinwohner für den Fluss wurde 1916 vom U.S. Coast and Geodetic Survey (USC&GS) als „Nookak“ dokumentiert. Der Fluss erhielt seinen heutigen Namen, weil um das Jahr 1900 nahe der Flussmündung Rentiere eingepfercht waren.